# Levski
Levski (Bulgaars: Левски) is een stad in de  oblast Pleven, in het noorden van Bulgarije. Het is de hoofdplaats van de gelijknamige gemeente Levski. De stad is gelegen in de vallei van de rivier de Osam en werd Karağaç (Turks voor "zwarte iep") genoemd tijdens de  Ottomaanse heerschappij van Bulgarije. Vanaf 1897 werd de naam omgedoopt tot Levski, vernoemd naar de Bulgaarse nationale held Vasil Levski. Het toenmalige dorp werd in 1945 uitgeroepen tot stad. Op 31 december 2018 telde Levski 8.869 inwoners.